# 动车组动车
，指承载载荷，且自身带有动力的铁路车辆。目前即指动车组或动力分散式列车中为整列编组列车提供行进动力的车辆。与之相对的是动车组拖车。

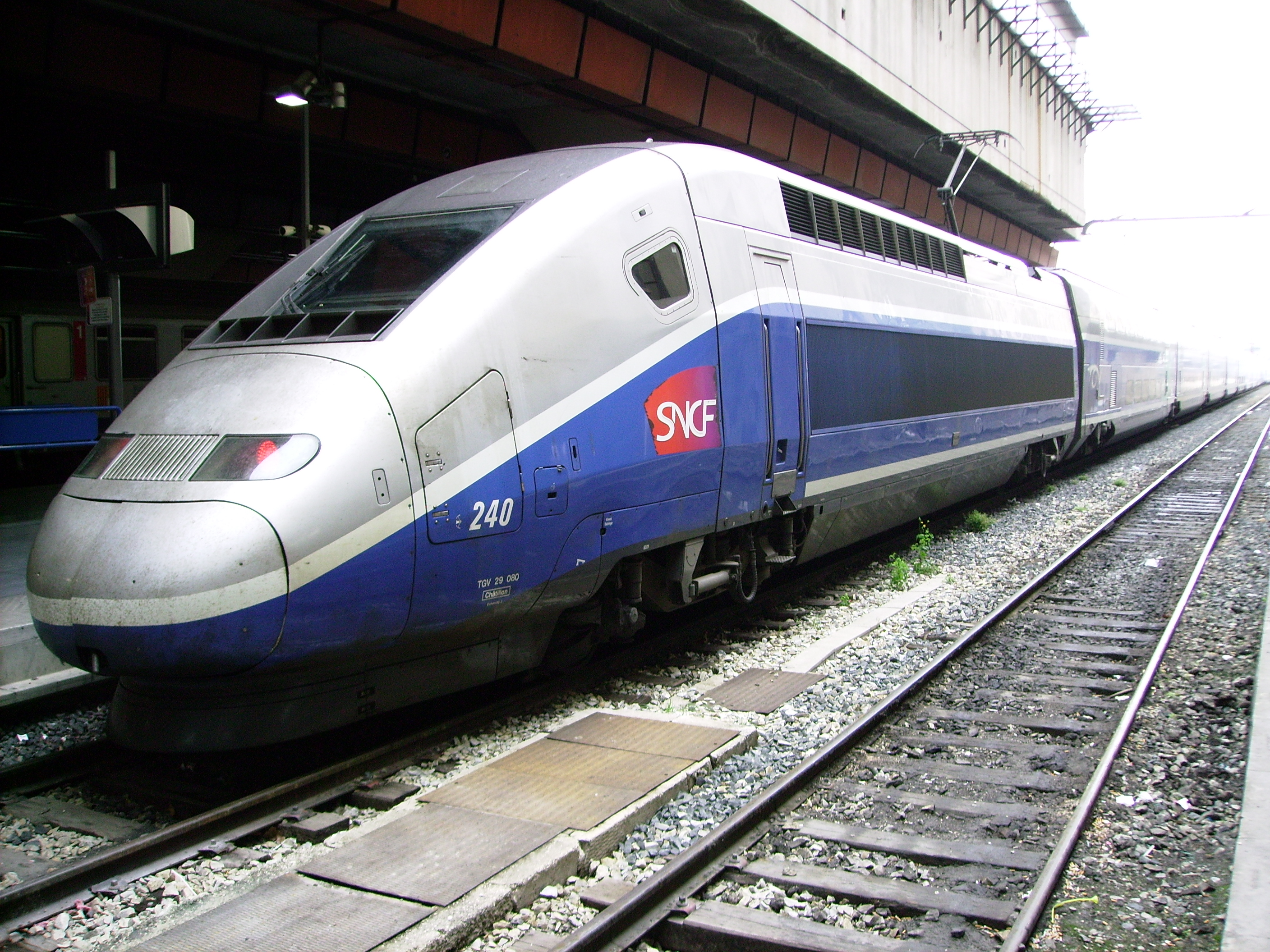
動力車

动车通常采用编组形式，由多个车卡串起来形成动车组。一个动车组由动力车卡和无动力车卡串联组成，它们之间的比例，也就是动拖比，形成了弱分散式动车组、强分散式动车组等等的分野。
动车本身就是整列列车的动力来源，故不需要用到铁路机车（俗称火车头）、轨道车等其他车辆作为动力来源。动车主要采用电力系统提供能量，少量动车也采用内燃机提供动力，并组成内燃动车组。
另外，尤其在中国大陆，动车一词常常被铁路系统外的一般旅客作为普通动车组列车（俗称D字头列车）的简称使用。